# مگک
مگک (به لاتین: Mogok) یک شهرستان در میانمار است که در شهرستان مگک واقع شده‌است.

## خصوصیات
مگک ۱۵۰٬۰۰۰ نفر جمعیت دارد.